# Episodi di How I Met Your Father (seconda stagione)
La seconda e ultima stagione della sitcom How I Met Your Father è stata trasmessa in prima visione negli Stati Uniti d'America sulla piattaforma streaming Hulu dal 24 gennaio 2023.
In Italia i primi sette episodi della stagione sono stati pubblicati su Disney+, come Star Original dal 19 aprile 2023. I restanti sono stati pubblicati il 26 luglio 2023.
| nº | Titolo originale                                        | Titolo italiano                    | Pubblicazione USA | Pubblicazione Italia |
| -- | ------------------------------------------------------- | ---------------------------------- | ----------------- | -------------------- |
| 1  | Cool and Chill                                          | Sciolta e rilassata                | 24 gennaio 2023   | 19 aprile 2023       |
| 2  | Midwife Crisis                                          | Due ostetriche in crisi            | 31 gennaio 2023   | 19 aprile 2023       |
| 3  | The Reset Button                                        | Il tasto reset                     | 7 febbraio 2023   | 19 aprile 2023       |
| 4  | Pathetic Deirdre                                        | La Patetica Deirdre                | 14 febbraio 2023  | 19 aprile 2023       |
| 5  | Ride or Die                                             | Un piano brillante                 | 21 febbraio 2023  | 19 aprile 2023       |
| 6  | Universal Therapy                                       | Psicologa per un giorno            | 28 febbraio 2023  | 19 aprile 2023       |
| 7  | A Terrible, Horrible, No Good, Very Bad Valentine's Day | San Svalentino                     | 7 marzo 2023      | 19 aprile 2023       |
| 8  | Rewardishment                                           | Le ricompunzioni                   | 14 marzo 2023     | 26 luglio 2023       |
| 9  | The Welcome Protocol                                    | Il protocollo di benvenuto         | 21 marzo 2023     | 26 luglio 2023       |
| 10 | I'm His Swish                                           | Io sono il suo schiocco di dita    | 28 marzo 2023     | 26 luglio 2023       |
| 11 | Daddy                                                   | La giornata degli oggetti smarriti | 28 marzo 2023     | 26 luglio 2023       |
| 12 | Not a Mamma Mia                                         | Un papà tatuato                    | 23 maggio 2023    | 26 luglio 2023       |
| 13 | Family Business                                         | La serata Hot-dog                  | 30 maggio 2023    | 26 luglio 2023       |
| 14 | Disengagement Party                                     | Festa di disimpegno                | 6 giugno 2023     | 26 luglio 2023       |
| 15 | Working Girls                                           | Ragazze lavoratrici                | 13 giugno 2023    | 26 luglio 2023       |
| 16 | The Jersey Connection                                   | Connessione Jersey                 | 20 giugno 2023    | 26 luglio 2023       |
| 17 | Out of Sync                                             | Fuori Sync                         | 27 giugno 2023    | 26 luglio 2023       |
| 18 | Parent Trap                                             | La trappola per genitori           | 4 luglio 2023     | 26 luglio 2023       |
| 19 | Shady Parker                                            | L'uragano                          | 11 luglio 2023    | 26 luglio 2023       |
| 20 | Okay Fine, It's a Hurricane                             | Cambiamenti                        | 11 luglio 2023    | 26 luglio 2023       |

## Sciolta e rilassata
- Titolo originale: Cool and Chill
- Diretto da: Pamela Fryman
- Scritto da: Isaac Aptaker e Elizabeth Berger

### Trama
- Guest Star: Neil Patrick Harris (Barney Stinson), Josh Peck (Drew), Ashley Reyes (Hannah), Daniel Augustin (Ian)

## Due ostetriche in crisi
- Titolo originale: Midwife Crisis
- Diretto da: Pamela Fryman
- Scritto da: Daniel Libman e Matthew Libman

### Trama
- Guest Star: Meghan Trainor (Ramona), Leighton Meester (Meredith), Aby James (Rachel), Garrett Morris (Julian)

## Il tasto reset
- Titolo originale: The Reset Button
- Diretto da: Pamela Fryman
- Scritto da: Donald Diego

### Trama
- Guest star: Ashley Reyes (Hannah), Michael McDonald (Warren), Jessica St. Clair (Megan), Morgan Smith (Alice), Aby James (Rachel), Tessa Auberjonois (Naomi), Shalini Bathina (Courtney).

## La Patetica Deirdre
- Titolo originale: Pathetic Deirdre
- Diretto da: Pamela Fryman
- Scritto da: Amelie Gillette

### Trama
- Guest star: Leighton Meester (Meredith), Eden Sher (Deirdre), Shalini Bathina (Courtney).

## Un piano brillante
- Titolo originale: Ride or Die
- Diretto da: Pamela Fryman
- Scritto da: Owen Ellickson

### Trama
- Guest star: Ashley Reyes (Hannah), Leighton Meester (Meredith), Alexis Denisof (Sandy Rivers), Victor Rasuk (Oscar), Mark Consuelos (Juan), Constance Mary (Raquel).

## Psicologa per un giorno
- Titolo originale: Universal Therapy
- Diretto da: Michael Shea
- Scritto da: Christopher Encell

### Trama
- Guest star: Judy Sheindlin (sé stessa), Josh Peck (Drew), Dan Bucatinsky (Fred), Victor Rasuk (Oscar), Rose Abdoo (dottoressa Dominguez)

## San Svalentino
- Titolo originale: A Terrible, Horrible, No Good, Very Bad Valentine's Day
- Diretto da: Pamela Fryman
- Scritto da: Amy-Jo Perry

### Trama
- Guest star: Josh Peck (Drew), Ashley Reyes (Hannah), Aby James (Rachel), Daniel Augustin (Ian)

## Le ricompunzioni
- Titolo originale: Rewardishment
- Diretto da: Phill Lewis
- Scritto da: Jeremy Roth

### Trama
- Guest star: Jan Hoag (Phyllis), Tara Kersian (Rhonda).

## Protocollo di benvenuto
- Titolo originale: The Welcome Protocol
- Diretto da: Phill Lewis
- Scritto da: Ria Sardana

### Trama
- Guest star: John Corbett (Robert), Wendie Malick (Daphne), Aby James (Rachel), Jessy Hodges (Dana)

## Io sono il suo schiocco di dita
- Titolo originale: I'm His Swish
- Diretto da: Anthony Rich
- Scritto da: M. Dickson

### Trama
- Guest star: John Corbett (Robert), Aby James (Rachel), Michael Cimino (Swish), Carson Fagerbakke (Kirsten)

## La giornata degli oggetti smarriti
- Titolo originale: Daddy
- Diretto da: Pamela Fryman
- Scritto da: Isaac Aptaker e Elizabeth Berger

### Trama
- Guest star: Neil Patrick Harris (Barney Stinson), Paget Brewster (Lori), John Corbett (Robert), Ashley Reyes (Hannah), Michael Cimino (Swish), Caitlin Thompson (Taylor), Ryan Goldsher (Lil Toasty)

## Un papà tatuato
- Titolo originale: Not a Mamma Mia
- Diretto da: Pamela Fryman
- Scritto da: Donald Diego

### Trama
- Guest star: Clark Gregg (Nick), Paget Brewster (Lori), Aby James (Rachel), Michael Cimino (Swish), Caitlin Thompson (Taylor), Travis Schuldt (Dick)

## La serata Hot-dog
- Titolo originale: Family Business
- Diretto da: Pamela Fryman
- Scritto da: Amelie Gillette

### Trama
- Guest star: Clark Gregg (Nick), Kyle Richards (Missy Moritz), Michael Cimino (Swish), Hina Abdullah (Julia), Lindsey Gort (Angelina), Nick Thune (Gio)

## Festa di disimpegno
- Titolo originale: Disengagement Party
- Diretto da: Pamela Fryman
- Scritto da: Owen Ellickson

### Trama
- Guest star: Ashley Reyes (Hannah), Michael Cimino (Swish), Hina Abdullah (Julia), Mark Consuelos (Juan), Constance Mary (Raquel).

## Ragazze lavoratrici
- Titolo originale: Working Girls
- Diretto da: Pamela Fryman
- Scritto da: Daniel Libman e Matthew Libman

### Trama
- Guest star: Ashley Reyes (Hannah), Langston Kerman (Eli), Kevin Sifuentes (Mark).

## Connessione Jersey
- Titolo originale: The Jersey Connection
- Diretto da: Michael Shea
- Scritto da: Christopher Encell

### Trama
- Guest star: Josh Peck (Drew), Aby James (Rachel), Meaghan Rath (Parker), Tipper Newton (Melanie), Kayden Alexander Koshelev (chef Landon)

## Fuori Sync
- Titolo originale: Out of Sync
- Diretto da: Gloria Calderón Kellett
- Scritto da: Amy-Jo Perry

### Trama
- Guest star: Lance Bass (sé stesso), Joey Fatone (sé stesso), Josh Peck (Drew), Daniel Augustin (Ian), Meaghan Rath (Parker)

## La trappola per genitori
- Titolo originale: Parent Trap
- Diretto da: Pamela Fryman
- Scritto da: Jillian Dukes, Ally Thibault e Austin S. Harris

### Trama
- Guest star: Clark Gregg (Nick), Paget Brewster (Lori), Rob Gronkowski (sé stesso)

## L'uragano
- Titolo originale: Shady Parker
- Diretto da: Pamela Fryman
- Scritto da: Jeremy Roth

### Trama
- Guest star: Josh Peck (Drew), Alexis Denisof (Sandy Rivers), Meaghan Rath (Parker)

## Cambiamenti
- Titolo originale: Okay Fine, It's a Hurricane
- Diretto da: Pamela Fryman
- Scritto da: Isaac Aptaker, Elizabeth Berger e Ally Wyatt

### Trama
- Guest star: Josh Peck (Drew), Ashley Reyes (Hannah)